# العلاقات التركية المصرية
العلاقات التركية المصرية هي علاقات ثنائية بين تركيا ومصر. يرتبط البلدان بعلاقات دينية وثقافية وتاريخية قوية، وقد تراوحت طبيعة العلاقات الدبلوماسية بينهما من ودية للغاية في بعض الأحيان إلى متوترة للغاية في أحيان أخرى. بقيت مصر جزءًا من الإمبراطورية العثمانية، التي كانت عاصمتها القسطنطينية في تركيا الحديثة، لمدة ثلاثة قرون، وذلك رغم شنّ حاكم مصر، محمد علي، حربًا ضد السلطان العثماني، محمود الثاني، في عام 1831.
أقامت تركيا علاقات دبلوماسية مع مصر في عام 1925 على مستوى القائم بالأعمال، ورفعت مهمتها في القاهرة إلى مستوى السفراء في عام 1948. يملك البلدان سفارات وقنصليات في عواصم الدول الأخرى. وقّع البلدان على اتفاقية للتجارة الحرة في ديسمبر عام 2005. يُعد البلدان عضوين كاملين في منظمة الاتحاد من أجل المتوسط. قُدِّرت قيمة صفقة للغاز الطبيعي بين مصر وتركيا (أكبر مشروع تركي مصري مشترك حتى الآن) بـ4 مليارات دولار. وقعت مصر وتركيا مذكرة تفاهم لتحسين ومواصلة العلاقات العسكرية والتعاون بين البلدين في 16 أبريل عام 2008.
توترت العلاقات بين البلدين بشكل كبير في مناسبات عديدة في تاريخهما، بما في ذلك فترة حكم جمال عبد الناصر لمصر في خمسينيات القرن العشرين وستينياته، وتدهورت بشدة في الفترة التي أعقبت الإطاحة بالرئيس المصري محمد مرسي في 3 يوليو 2013.
في 23 نوفمبر عام 2013، طردت الحكومة المصرية السفير التركي في القاهرة بعد أزمة دبلوماسية دامت لعدة أشهر.
عادت العلاقات بين البلدين للتحسن فبدأت بتنسيق أمني مخابراتي ثم تبادل زيارات وزراء الخارجية وإعادة التمثيل الدبلوماسي على مستوى السفراء إلى أن وصلت إلى تبادل الزيارات الرسمية الرئاسية وتدشين مجلس تعاون استراتيجي بين البلدين.

## علاقات دبلوماسية

### العلاقات في عهد جمال عبد الناصر
تدهورت العلاقات بين البلدين بشكل كبير في خضم الحرب الباردة وفي أثناء حكم الرئيس المصري جمال عبد الناصر بسبب عضوية تركيا في حلف بغداد الذي تقوده بريطانيا، الذي اعتبره ناصر تهديدًا كبيرًا لجهوده للقضاء على الوجود الغربي في العالم العربي، وبسبب التأثير المتزايد لأيديولوجيا عبد الناصر العروبية، التي تُسمى التيار الناصري. كانت تركيا الدولة الأولى ذات الأغلبية المسلمة التي اعترفت بدولة إسرائيل (الدولة المنافسة لمصر في ذلك الوقت) وأظهرت المزيد من الانحياز الواضح للغرب. في عام 1958، دخلت مصر في اتحاد قصير مع سوريا (الجمهورية العربية المتحدة)، الجار الجنوبي لتركيا والتي كانت تتقاسم معها نزاعات دبلوماسية وحدودية طويلة الأمد، فتسبب ذلك بتوترات شديدة بين البلدين ردت عليها تركيا من خلال مشاركتها في «تحالف محيطي» سري مع إسرائيل.
وصلت التوترات إلى ذروتها في عام 1957 قبل الوحدة مع سوريا عندما أرسل ناصر، خوفًا من إسقاط حلف بغداد للحكومة السورية، قوةً عسكرية لمساعدة القوات السورية التي نُشِرت بالقرب من الحدود السورية التركية ردًا على تهديد تركي بالهجوم عندما تجمع عدد كبير من القوات على طول الحدود. كانت شبه المواجهة هذه بين القوات المصرية والتركية نقطة سوداء في علاقات البلدين، وأدت في النهاية إلى انسحاب الجانبين وانتهاء التصعيد المحتمل للأزمة.

### ما بعد الثورة المصرية 2011
في زيارة الرئيس التركي عبد الله جول لمصر بعد قيام الثورة المصرية 2011 وتنحي حسني مبارك، وناقش فيها سبل دعم التعاون السياسى والاقتصادى والعسكري بين البلدين في ظل الظروف الراهنة التي تشهدها مصر والتداعيات والأحداث المتلاحقة لعدد من دول المنطقة وتعزيز الشراكة المصرية التركية في العديد من المجالات. وأكد أيضا حرص بلاده على تقديم الدعم القوى لمصر خلال المرحلة الانتقالية وزيادة آفاق التعاون معها في ظل الصداقة المتميزة التي تجمع الشعبين الشقيقين. حضر اللقاء الفريق سامي عنان رئيس أركان حرب القوات المسلحة وعدد من أعضاء المجلس الأعلى للقوات المسلحة والسفير التركي بالقاهرة.
وبعدها حضر رئيس الوزراء التركي رجب طيب أردوغان إلى القاهرة لبحث ومناقشة سبل دعم التعاون السياسي والاقتصادي المشترك بين مصر وتركيا.
تم تكريم أردوغان لاحقًا في ميدان التحرير من قبل أعضاء اتحاد شباب الثورة المصرية، كما تم تقديم شعار النبالة لأعضاء السفارة التركية اعترافًا بدعم رئيس الوزراء للثورة.الثورة المصرية 2011. بعد أسبوع من مغادرته، أعلن وزير الخارجية التركي أحمد داود أوغلو رؤيته لتحالف استراتيجي بين مصر وتركيا وصفه بـ "محور الديمقراطية". ومع ذلك، أعرب البعض عن مخاوفهم من أن الثورة المصرية لم تتحقق وأن أردوغان يسعى لتحقيق المصالح الاستراتيجية لبلاده. وكان هناك مخاوف من أنه من خلال تشكيل تحالف مع الحكومة المؤقتة للمجلس الأعلى للقوات المسلحة في مصر أثناء انتقال البلاد إلى الديمقراطية، قد يرجح أردوغان كفة الميزان لصالح أولئك الذين يقفون بين المصريين وحريتهم.

### العلاقات بعد عزل محمد مرسي من منصبه
في أعقاب الاحتجاجات المناهضة للحكومة في منتصف عام 2013 والتي أدت إلى الإطاحة بالرئيس المصري محمد مرسي الذي كان مدعومًا بقوة من حزب العدالة والتنمية الحاكم في تركيا، ظهرت علامات توتر العلاقات بين الحكومة المؤقتة المعينة حديثًا في مصر وحزب العدالة والتنمية. حكومة رجب طيب أردوغان في تركيا، ويرجع ذلك أساسًا إلى آراء أردوغان المؤيدة للإخوان، وبلغت ذروتها بمداهمة قوات الأمن للاعتصامين في رابعة والنهضة في 14 أغسطس 2013، حيث تم تفريق الاعتصامات التي نظمتها جماعة الإخوان المسلمين، مما أدى إلى اشتباكات. وأدى ذلك إلى مقتل 638 شخصا، منهم 43 من رجال الشرطة. أدى الحادث إلى استدعاء البلدين لسفيريهما، وقوبل هذا الحادث بعدة اعتداءات لفظية من قبل أردوغان، الذي وصف الحدث بأنه "مناهض للديمقراطية" وأشار إليه على أنه "مذبحة"، بينما أشار إلى أنه يجب على قادة مصر أن يكونوا كذلك. وتقديمه إلى "محاكمة عادلة وشفافة". وأعقب ذلك تعليق التدريبات العسكرية المشتركة بين البلدين. كما اتهم أردوغان الجيش المصري بالتآمر مع إسرائيل للإطاحة بحكومة مرسي في اجتماع موسع لرؤساء المحافظات لحزب العدالة والتنمية الحاكم وادعى أنه يمتلك "دليلًا" على ذلك: "هذا ما تم تنفيذه في مصر. ومن وراء ذلك؟ إسرائيل. ولدينا أدلة".وقد رفضت الحكومة المصرية المؤقتة هذا الادعاء، ووصفته بأنه "لا أساس له من الصحة" ويهدف إلى "ضرب وحدة المصريين"، حيث قال المتحدث باسم الرئاسة أحمد مسلماني إن "عملاء الغرب يجب ألا يعطوا دروسًا في الوطنية".

وردًا على تصريحات أردوغان، أعلن الرئيس المصري المؤقت عدلي منصور على حسابه على تويتر في 17 أغسطس أن مصر ستوقع على الوثيقة الدولية التي تعترف بالإبادة الجماعية للأرمن :
وسيوقع ممثلونا في الأمم المتحدة على الوثيقة الدولية التي تعترف بالإبادة الأرمنية التي ارتكبها الجيش التركي وأدت إلى مقتل مليون شخص.
وبالإضافة إلى ذلك، نُشرت عشرات المقالات المصرية التي تدين إنكار تركيا للإبادة الجماعية للأرمن وتحث قادة البلاد الجدد على الاعتراف بها. كانت هناك أيضًا مكالمات [ من؟ ] لإقامة نصب تذكاري تخليدا لذكرى ضحايا الإبادة الجماعية في القاهرة.
في 23 نوفمبر 2013، طردت الحكومة المصرية السفير التركي لدى البلاد، حسين عوني بوتسالي، واستدعت سفيرها من أنقرة إلى أجل غير مسمى بعد عدة أشهر من التوترات مع الحكومة التركية بقيادة حزب العدالة والتنمية الحاكم. ردًا على ذلك، قامت تركيا أيضًا بطرد السفير المصري، الذي كان خارج البلاد في ذلك الوقت، وأعلنته شخصًا غير مرغوب فيه. جاء هذا الإعلان بعد يوم من تكرار رئيس الوزراء التركي رجب طيب أردوغان انتقاداته للحكومة المؤقتة في مصر ودعوته للإفراج العاجل عن الرئيس المصري السابق محمد مرسي . المتحدث باسم وزارة الخارجية المصرية بدر عبد العاطيواتهم أردوغان بالتدخل في الشؤون الداخلية للبلاد من خلال إثارة الرأي العام ضد الحكومة المصرية ودعم المنظمات المحظورة التي تهدف إلى زعزعة استقرار البلاد.

### العلاقات في عهد عبد الفتاح السيسي
حذرت وزارة الخارجية المصرية من تدهور العلاقات منذ أن أطلق أردوغان على السيسي لقب «الطاغية» في يوليو عام 2014. أتى ذلك بعد انتقاد رئيس الوزراء التركي رجب طيب أردوغان الرئيسَ المصري عبد الفتاح السيسي بأنه «طاغية غير شرعي»، قائلاً إنه لا يمكن الاعتماد على مصر للتفاوض على هدنة مع إسرائيل في أثناء عملية الجرف الصامد، وقال أردوغان للصحفيين: «هل السيسي شريك (في وقف إطلاق النار)؟ إنه طاغية بنفسه»، وقال «إنه لا يختلف عن الآخرين»، وأضاف أن حكام مصر الحاليين هم الذين يعرقلون قنوات المساعدة الإنسانية لقطاع غزة التي تحكمه حركة المقاومة الإسلامية «حماس». قال وزير الخارجية المصري سامح شكري إن تصريحات أردوغان «غير مقبولة».
ألغت وزارة الخارجية المصرية التدريبات البحرية المشتركة مع تركيا بسبب تدخل تركيا بالشؤون الداخلية لمصر. ألغى وزير الخارجية المصري في سبتمبر عام 2014 اجتماعًا مع الرئيس التركي أردوغان بناءً على طلب تركيا بعد أن ألقى أردوغان خطابًا ينتقد مصر في الجمعية العامة للأمم المتحدة. نفى مستشار الرئيس التركي تخطيط قادة الدول للاجتماع. سلّمت وزارة الخارجية المصرية في وقت لاحق أيضًا وثيقة مصورة حول اقتراح الاجتماع الذي طرحته تركيا إلى وسائل الإعلام، ونشرتها صحيفة اليوم السابع المصرية. قررت إدارة السيسي إلغاء اتفاقية الرورو مع تركيا، ومنع تركيا من نقل الحاويات التركية إلى الخليج عبر الموانئ المصرية. أدت حملة مكثفة بدأتها مصر والسعودية ضد تركيا إلى فقدانها فوزها السهل المتوقع في عضوية مجلس الأمن التابع للأمم المتحدة.
أجرى الرئيس رجب طيب أردوغان مقابلة مع قناة الجزيرة بعد محاولة الانقلاب التركية في عام 2016 موضحًا أن «الرئيس السيسي ليس له علاقة بالديمقراطية، وأنه قتل الآلاف من شعبه». ندد المتحدث باسم وزارة الخارجية المصرية أحمد أبو زيد بهذه التصريحات، وقال إن الرئيس التركي «يستمر بإثارة البلبلة ويفقد قدرته على إصدار أحكام سليمة»، وأن هذا يعكس «الظروف الصعبة التي مر بها الرئيس التركي». أوضح البيان أنه «لا يمكنه التفريق بين ثورة واضحة حيث طالب أكثر من 30 مليون مصري بدعم الجيش المصري وبين الانقلابات العسكرية كما نعرفها».
في 22 نوفمبر عام 2017، أمر المدعي العام المصري باعتقال 29 شخصًا اشتُبه بهم بالتجسس لصالح تركيا ضد المصلحة الوطنية لمصر والانضمام إلى منظمة إرهابية، واتُّهِموا أيضًا بغسل الأموال وإجراء مكالمات في الخارج دون ترخيص وتداول العملات دون ترخيص. تضمنت نتائج تحقيق أجراه جهاز المخابرات العامة تسجيل المجموعة مكالمات هاتفية وتمريرها معلومات إلى المخابرات التركية كجزء من خطة لإعادة الإخوان المسلمين إلى السلطة في مصر.
انتقد الرئيس أردوغان الرئيس السيسي بشدة قائلًا إنه رفض التحدث إلى «شخص مثله» بعد إعدامه تسعة أشخاص أُدينوا بقتل هشام بركات في فبراير عام 2019.

#### اقتراح الاعتراف بالإبادة الجماعية للأرمن
تلقت الحكومة المصرية بقيادة السيسي مقترحات للاعتراف بالإبادة الجماعية للأرمن بسبب التدهور المستمر للعلاقات بين مصر وتركيا، وهو موضوع حساس نددت به تركيا أكثر من مرة. أنتج المخرج السينمائي محمد حنفي فيلمًا بعنوان «من قتل الأرمن؟» ردًا على التوترات المستمرة بين تركيا ومصر، وكان الفلم تضامنًا مصريًا مع أرمينيا.
في خضم فترة توتر العلاقات بين تركيا ومصر وخلال مشاركته في مؤتمر ميونيخ للأمن في 17 فبراير 2019، تطرق الرئيس المصري عبد الفتاح السيسي إلى ما سماه "مجازر الأرمن".

#### الأزمة الليبية وغاز شرق المتوسط
في الشأن الليبي وبعد سقوط معمر القذافي انقسمت ليبيا إلى قوتين رئيسيتين متصارعتين في الشرق والغرب، وفي حين تملك أنقرة علاقات وطيدة مع الغرب الليبي وتدعم عسكرياً حكومة الوفاق الوطني غرب ليبيا في طرابلس، دعمت مصر على الجانب الآخر مجلس النواب الليبي والجيش الوطني الليبي في الشرق الليبي الملاصق لحدود مصر الغربية.
في 27 نوفمبر 2019 وقع الرئيس رجب طيب أردوغان مذكرتي تفاهم مع رئيس الحكومة الليبية فائز السراج، الأولى تتعلق بالتعاون الأمني والعسكري، والثانية بتحديد مناطق الصلاحية البحرية. وقد أثارت الاتفاقية التركية الليبية غضب كل من مصر وقبرص واليونان، وذلك في ظل أجواء توتر بين تركيا واليونان بشأن الخلاف السيادي على مناطق في شرقي البحر المتوسط. وفي 6 أغسطس 2020 وقعت مصر واليونان اتفاق ترسيم الحدود البحرية.
وبعد تكبد القوات التركية خسائر فادحة في قاعدة الوطية واعترافها بتدمير منظومة دفاع جوي خاصة بها، أعلنت تركيا أن قاعدة الجفرة - الخاضعة لسيطرة الجيش الوطني الليبي - هدف عسكري للقوات التركية. وهي القاعدة التي ترجع أهميتها لكونها تشكل مع مدينة سرت مفتاحا للسيطرة على الموارد النفطية الليبية. صرح بعدها الرئيس المصري عبد الفتاح السيسي في 20 يونيو 2020، بأنه لن يسمح بأي تهديد لحدود مصر الغربية، المرتبطة بالحدود مع ليبيا، مؤكداً أن أي تجاوز لمدينتي سرت والجفرة في ليبيا يعتبر خطا أحمر بالنسبة لمصر.

#### تحسن العلاقات
عادت العلاقات بين البلدين إلى التحسن تدريجياً، فبدأت بتنسيق أمني بين أجهزة مخابرات البلدين في أوائل عام 2021، ثم لقاء بين الرئيس التركي رجب طيب أردوغان والرئيس المصري عبد الفتاح السيسي في 20 نوفمبر 2022 في العاصمة القطرية الدوحة، على هامش حضورهما افتتاح كأس العالم لكرة القدم 2022.
تبادل بعدها وزراء خارجية البلدين الزيارات، حيث وصل وزير خارجية تركيا إلى مصر في 18 مارس 2023. تلاها وصول وزير خارجية مصر إلى تركيا في 13 أبريل 2023
في يوليو 2023، أعلنت القاهرة وأنقرة رفع مستوى التمثيل الدبلوماسي بينهما إلى مستوى السفراء، وعينت القاهرة، عمرو الحمامي، سفيراً لها لدى أنقرة، فيما عينت تركيا، صالح موتلو شن، سفيراً لها في القاهرة.
في 14 فبراير 2024، وصل الرئيس التركي رجب طيب أردوغان، إلى مصر بعد قطيعة دامت نحو 11 عامًا وذلك في أول زيارة منذ تولي الرئيس المصري عبدالفتاح السيسي الحكم، واستقبل الرئيس السيسي وقرينته الرئيس أردوغان وقرينته لدى وصولهما مطار القاهرة الدولي.
في 21 يوليو 2024، قال الرئيس التركي رجب طيب أردوغان إن تطوير علاقات بلاده مع مصر "سيعزز كثيراً من إمكاناتنا الاقتصادية".
وفي 4 سبتمبر 2024 رد الرئيس السيسي الزيارة بوصوله الى العاصمة أنقرة في زيارة رسمية تهدف إلى استكمال مسار إصلاح العلاقات بين البلدين.

## الهامش
1. ↑  Daniela, Huber. Turkish-Israeli relations in a Changing Strategic Environment نسخة محفوظة 17 February 2013 على موقع واي باك مشين. IAI (2010).
2. ↑  J. Zürcher 2004، صفحات 236
3. ↑  Rubin & Kirisci 2001، صفحات 102
4. ↑  Dawisha 2009، صفحات 191–192
5. ↑  "المشير طنطاوى يستقبل الرئيس التركى عبد الله جول". جريدة الشرق الأوسط. 3 مارس 2011. مؤرشف من الأصل في 2014-02-19. اطلع عليه بتاريخ 2011-03-03.
6. 1 2  Fouad, T.; MD (30 Sep 2011). "Egypt and Turkey, an Axis against Democracy?". democrati.net (بالإنجليزية). Archived from the original on 2023-06-30. Retrieved 2023-09-11.
7. ↑  "Egypt to Acknowledge Armenian Genocide". Raymond Ibrahim (بالإنجليزية الأمريكية). 17 Aug 2013. Archived from the original on 2023-08-29. Retrieved 2023-09-11.
8. ↑  "Millions Watch Popular Egyptian Talk Show on the Armenian Genocide – Asbarez.com" (بالإنجليزية الأمريكية). Archived from the original on 2023-08-30. Retrieved 2023-09-11.
9. ↑  "مصر تعلن سحب سفيرها من أنقرة نهائيا القاهرة تطلب من السفير التركي في مصر سرعة مغادرة الأراضي". الموجز (بالإنجليزية). Archived from the original on 2013-11-23. Retrieved 2023-09-11.
10. ↑  "Egypt expels Turkish ambassador". BBC News (بالإنجليزية البريطانية). 23 Nov 2013. Archived from the original on 2024-01-20. Retrieved 2023-09-11.
11. ↑  "Egypt expels Turkish ambassador, Turkey retaliates". Reuters (بالإنجليزية). 23 Nov 2013. Archived from the original on 2023-09-20. Retrieved 2023-09-11.
12. ↑  "News- Latest international news". euronews (بالإنجليزية). Archived from the original on 2023-10-27. Retrieved 2023-09-11.
13. ↑  "Archived copy". Dow Jones & Company. 26 يوليو 2014. مؤرشف من الأصل في 2014-07-26. اطلع عليه بتاريخ 2014-08-21.{{استشهاد بخبر}}:  صيانة الاستشهاد: الأرشيف كعنوان (link)
14. ↑  "Turkey PM slams Egypt's 'illegitimate tyrant' Sisi". مؤرشف من الأصل في 2020-04-01. اطلع عليه بتاريخ أغسطس 2020. {{استشهاد ويب}}: تحقق من التاريخ في: |تاريخ الوصول= (مساعدة)
15. ↑  "Egypt, Turkey cancel navy drills as tensions rise". 25 مارس 2015. مؤرشف من الأصل في 2020-04-01. اطلع عليه بتاريخ 2015-06-02.
16. ↑  "Egypt cancels Erdoğan meeting over coup comments; Turkey denies meeting ever scheduled – Politics  – Egypt – Ahram Online". english.ahram.org.eg. مؤرشف من الأصل في 2020-04-01. اطلع عليه بتاريخ 2015-06-02.
17. ↑  "ننشر صورة من طلب "تركيا" لقاء وزير الخارجية سامح شكرى". Youm7. مؤرشف من الأصل في 2020-04-01.
18. ↑  "Egypt decides not to renew trade agreement with Turkey | Egypt Independent". 27 أكتوبر 2014. مؤرشف من الأصل في 2020-04-01. اطلع عليه بتاريخ 2015-06-02.
19. ↑  "Turkey Loses U.N. Security Council Seat in Huge Upset". Newsweek. 16 أكتوبر 2014. مؤرشف من الأصل في 2020-02-03. اطلع عليه بتاريخ 2014-10-16.
20. ↑  "Egypt's Foreign Ministry Blasts Turkey's Erdogan Following Anti-Sisi Remarks". 21 يوليو 2016. مؤرشف من الأصل في 2020-04-01.
21. ↑  Arab، The New. "Erdogan blasts Egypt's 'putschist president' Sisi in al-Jazeera interview". مؤرشف من الأصل في 2020-04-01. {{استشهاد ويب}}: |archive-date= / |archive-url= timestamp mismatch (مساعدة)
22. ↑  Egypt detains 29 people on suspicion of espionage for Turkey نسخة محفوظة 2020-04-06 على موقع واي باك مشين.
23. ↑  In Pictures: Egypt foils Turkish espionage attempt مصر اليوم نسخة محفوظة 2018-12-27 على موقع واي باك مشين.
24. ↑  "Turkish president Erdogan denounces Egypt's Sisi over executions" [en]. مؤرشف من الأصل في 2020-04-01. اطلع عليه بتاريخ 2020-04-01.
25. ↑  "Egypt First Islamic Country to Raise Armenian Genocide Issue says ANC Egypt Chair" [en-US] (بالإنجليزية الأمريكية). Archived from the original on 2020-04-01. Retrieved 2020-04-01.
26. ↑  "'Who Killed the Armenians?': Egyptian Filmmakers Tackle the Genocide" [en-US] (بالإنجليزية الأمريكية). Archived from the original on 2020-04-01. Retrieved 2020-04-01.
27. ↑  الجزيرة - الأرمن والسيسي.. هل لجؤوا إلى مصر أم هربوا منها؟
28. ↑  سكاي نيوز - السيسي يدخل على خط إبادة الأرمن نسخة محفوظة 2024-05-28 على موقع واي باك مشين.
29. 1 2 3 4  الشرق - السيسي يزور تركيا.. تفاهمات مرتقبة بشأن ليبيا والصومال وتعاون تجاري وعسكري نسخة محفوظة 2024-09-04 على موقع واي باك مشين.
30. ↑  الجزيرة - شرق المتوسط.. تركيا تشيد باحترام مصر لجرفها القاري خلال أنشطة تنقيب نسخة محفوظة 2024-09-06 على موقع واي باك مشين.
31. ↑  سكاي نيوز - ردع لتركيا.. الأمم المتحدة تعتمد حدود مصر واليونان البحرية نسخة محفوظة 2021-02-03 على موقع واي باك مشين.
32. ↑  العربية.نت - خط مصر الأحمر.. لماذا تستميت تركيا للسيطرة على الجفرة؟ نسخة محفوظة 2022-12-09 على موقع واي باك مشين.
33. ↑  سكاي نيوز - بعد تأكيد السيسي على أنهما "خط أحمر".. ما أهمية سرت والجفرة؟ نسخة محفوظة 2022-08-10 على موقع واي باك مشين.
34. ↑  بي بي سي - تركيا تعلن عن اتصالات دبلوماسية مع مصر بعد سنوات من القطيعة نسخة محفوظة 2022-05-02 على موقع واي باك مشين.
35. ↑  بي بي سي - الرئيس التركي رجب طيب أردوغان: مصر ليست دولة عادية بالنسبة لتركيا نسخة محفوظة 2022-10-24 على موقع واي باك مشين.
36. ↑  العربية.نت - تحضيرات للقاء رئيسي استخبارات مصر وتركيا نسخة محفوظة 2022-11-29 على موقع واي باك مشين.
37. ↑  الجزيرة - اللقاء الأول بينهما.. مصافحة بين أردوغان والسيسي على هامش افتتاح مونديال قطر نسخة محفوظة 2024-09-04 على موقع واي باك مشين.
38. ↑  العربية.نت - مصر: زيارة وزير خارجية تركيا تدشين لاستعادة العلاقات نسخة محفوظة 2024-05-29 على موقع واي باك مشين.
39. ↑  العربية.نت - مصر: شكري يزور تركيا الخميس لمناقشة سبل تعزيز العلاقات نسخة محفوظة 2023-04-13 على موقع واي باك مشين.
40. ↑  "بعد قطيعة 11 عاما.. أردوغان يزور مصر لأول مرة منذ تولي السيسي الحكم". العربية. نت. مؤرشف من الأصل في 2024-02-14. اطلع عليه بتاريخ 14 فبراير ,2024. {{استشهاد ويب}}: تحقق من التاريخ في: |تاريخ الوصول= (مساعدة)
41. ↑  "لأول مرة منذ 11 عاما.. السيسي يستقبل أردوغان في القاهرة". سكاي نيوز عربية. مؤرشف من الأصل في 2024-06-09. اطلع عليه بتاريخ 2024-02-14.
42. ↑  الشرق (14 فبراير 2024). "أردوغان في مصر.. مرحلة جديدة من العلاقات تُنهي سنوات القطيعة". Asharq News. مؤرشف من الأصل في 2024-09-04. اطلع عليه بتاريخ 2024-02-14.
43. ↑  العربية.نت - السيسي يبدأ زيارة رسمية لتركيا وتوقعات بإبرام 20 اتفاقية